# 하프탄투스속
하프탄투스속(Haptanthus)은 회양목목에 속하는 속씨식물 속의 하나이다. 하프만투스과(Haptanthaceae)의 유일속이며, 유일종 하프탄투스 하즐레티(Haptanthus hazlettii)을 포함하고 있다. 하프탄투스 하즐레티는 온두라스의 아틀란티다 주의 애리조나 시 마타라스 현지에서만 발견된다.
2005년 시푸노프(Shipunov)는 하프탄투스속을 하프만투스과(Haptanthaceae) C. Nelson로 분류했지만, 자료 부족 등의 이유로 속씨식물 계통분류학 그룹(APG)과 기타 저자들(골드버그(Goldberg)이 불확실한 분류(incertae sedis)로 간주했다. 열매와 종자에 정보도 아직 알려져 있지 않다. 2007년 헤스톤(Haston) 등(LAPG II로도 알려진)은 이 과를 인정했다.
스미스소니언 연구소의 골드버그(Goldberg)는 다른 많은 과들과 비교 분석을 했지만 어떤 과로도 분류하지 못했으며, 가장 가능성이 높은 과는 이나무과와 대극과이다. 하프탄투스속은 분류학적으로 정말 수수께끼다.
두스트(Doust)는 이 식물 속이 회양목과와 닮은 것에 주목하여 연구를 했지만, 결국 미분류 상태로 남겨 두었다.
기존 하나의 샘플로부터의 DNA 염기 서열 분석 시도 또한 실패했다. 하프탄투스속에 다시 샘플을 수집하려고 시도했지만 실패했다. 하프탄투스속이 현존하는 지도 불명확하다. 처음 이 종을 발견했던 지역은 현재 도입종인 Megathyrsus maximus 풀이 가장 많이 발견된다.